# Hymn Estońskiej SRR
Hymn Estońskiej SRR został przyjęty w roku 1945 i był używany do 1991. Muzykę skomponował Gustav Ernesaks, a słowa napisał Johannes Semper.
W roku 1956 słowa trzeciej zwrotki zostały zmienione, aby usunąć wszystkie wzmianki o Józefie Stalinie.

## Słowa estońskie
Jää kestma, Kalevite kange rahvas,
ja seisa kaljuna, me kodumaa!
Ei vaibund kannatustes sinu vahvus,
end läbi sajanditest murdsid sa
ja tõusid õitsvaks sotsialismimaaks,
et päikene su päevadesse paista saaks.
Nüüd huuga, tehas, vili, nurmel vooga,
sirp, lõika, alasile, haamer, löö!
Nõukogu elu, tuksu võimsa hooga,
too õnne rahvale, me tubli töö!
Me Liidu rahvaste ja riike seas
sa, Eesti, sammu esimeste kindlas reas!
Sa kõrgel leninlikku lippu kannad
ja julgelt kommunismi rada käid.
Partei me sammudele suuna annab
ja võidult võitudele viib ta meid.
Ta kindlal juhtimisel kasva sa
ja tugevaks ning kauniks saa, me kodumaa!

## Słowa rosyjskie
Живи, сын Калева - народ наш славный,
И стой, отчизна наша, как скала.
Сквозь все страдания веков бесправных
Отвагу ты и доблесть пронесла.
И вот зажгла социализма свет,
Воспрянула в цвету для счастья и побед.
Могучим колосом цветите нивы!
Жни, серп, и, молот, бей, гуди, завод!
В стране советской каждый будь счастливым -
Упорный труд нам счастье принесет.
В союзе братском пред тобой простор -
Эстония, шагай в строю своих сестер!
Ты знамя Ленина несешь святое,
Дорогой славною идешь вперед.
Родная партия всегда с тобою -
Путем побед она тебя ведет.
Расти, отчизна, на пути большом,
Прекрасней и сильней будь с каждым новым днем!